# Edward Carson
Pour les articles homonymes, voir Carson.
Edward Carson, né le 9 février 1854 à Dublin et mort le 22 octobre 1935 dans le Kent, baron Carson, est avocat, juge et homme politique anglo-irlandais.

## Biographie
Protestant, Edward Carson devient député unioniste à la Chambre des communes en 1892. Il défend en 1895 John Sholto Douglas, marquis de Quennsbury, contre Oscar Wilde. Pour la défense du cadet George Archer-Shee accusé de vol, il cite la Couronne britannique par une pétition de droit et obtient son acquittement.
Opposé à toute application d'un Home Rule en Irlande, il milite au sein du Parti unioniste irlandais. Devant l'avancée du projet, il lance une pétition en 1912, l'Ulster Covenant. En 1913, prévoyant de résister par la force à la mise en place du Home Rule, il crée un groupe paramilitaire, les Ulster Volunteers, fort de 100 000 hommes.
Le 1er juin 1921, il est créé pair à vie dans la pairie du Royaume-Uni en tant que baron Carson.

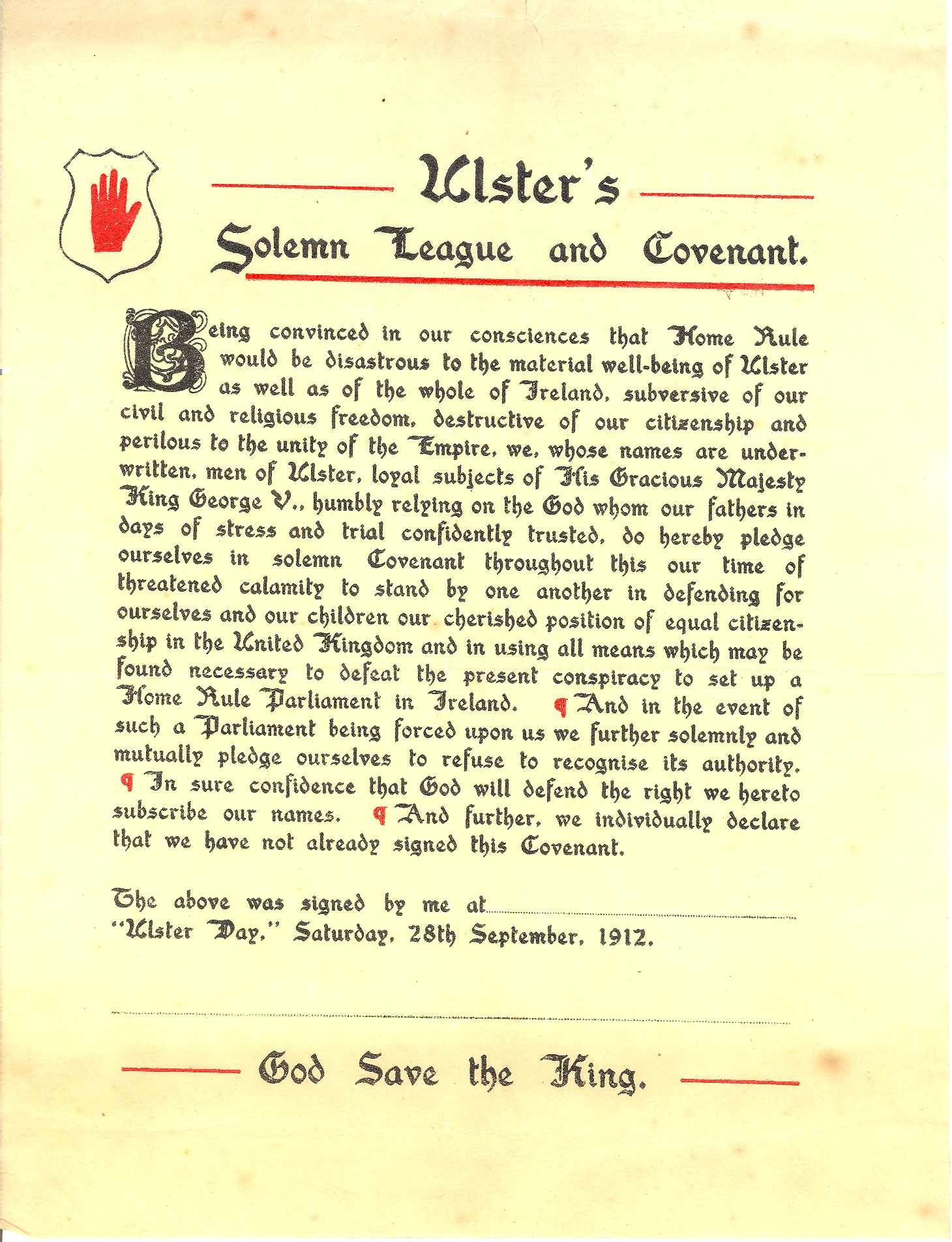
Ulster covenant